# Salabhasana

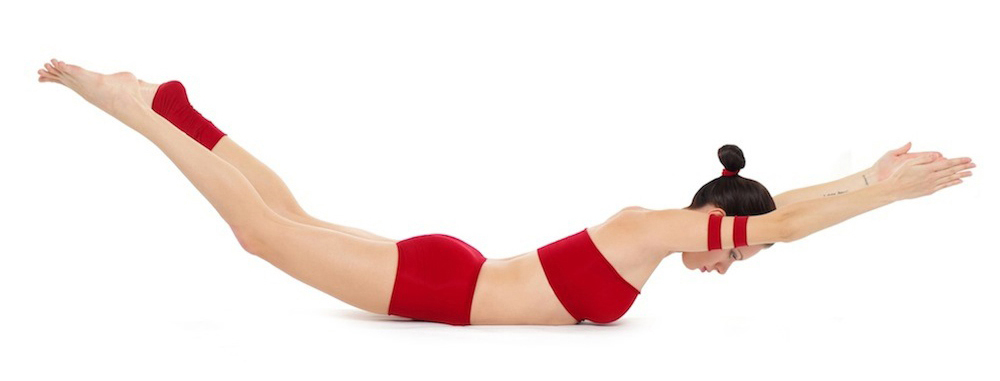
Salabhasana

Salabhasana (Sanskriet voor Sprinkhaanhouding) is een veelvoorkomende houding of asana.
| Sanskriet | vertaling                   |
| salabha   | sprinkhaan                  |
| asana     | houding (letterlijk: 'zit') |

## Beschrijving
Deze houding begint liggend op de buik, met beide benen tegen elkaar aan en de armen langs de flanken. Beweeg de billen iets omhoog en breng de handen en onderarmen onder het lichaam, met de handpalmen naar beneden. De handpalmen staan parallel in het verlengde van de benen. Adem in en maak de benen lang en beweeg ze omhoog, terwijl de handen en onderarmen in de grond geduwd worden. Houdt de benen ten opzichte van het lichaam in een hoek van 30° en/of 60° en houdt deze positie enkele in- en uitademingen vast.